# Nomia puttalama
Nomia puttalama är en biart som beskrevs av Embrik Strand 1913. Nomia puttalama ingår i släktet Nomia och familjen vägbin. Inga underarter finns listade i Catalogue of Life.